# Réserve ornithologique de Bjørga
La réserve ornithologique de Bjørga est une réserve ornithologique norvégienne située dans la commune de Verdal, Comté de Trøndelag, créée en 2003 afin de "protéger la vie des oiseaux et ses habitats dans un lieu où la terre et les eaux souterraines sont importantes, ainsi que la faune et la flore liées à cet environnement et aux oiseaux ". En 2014, le site est enregistré dans la  liste des sites ramsar norvégiens grâce à son inclusion dans le système de zones humides du Trondheimsfjord,.
La réserve se compose d'une zone d'estran et d'eaux souterraines sur environ 5,5 km de rivage; au nord de Tronestangen et au sud de Koatunnelen à la frontière avec Inderøy. Bjørga est une bonne localité pour les oiseaux, en particulier comme aire de repos pour les échassiers lors de leurs migrations. La concentration de grèbes huppées au printemps est particulièrement élevée. 121 espèces d'oiseaux différentes ont été enregistrées.